# Obelischi egizi di Benevento
Gli obelischi egizi di Benevento sono due monumenti realizzati sotto l'imperatore romano Domiziano per essere eretti, fra l'88 e l'89 d.C., ai due lati dell'ingresso del nuovo tempio di Iside della colonia di Beneventum. Le loro iscrizioni in geroglifici sono l'attestazione più esplicita dell'esistenza di tale tempio che sia giunta ai giorni nostri.

## Storia e descrizione
Le notizie sul più noto dei due obelischi iniziano nel 1597, durante il pontificato di papa Clemente VIII e il vescovato di Massimiliano Palombara: in tale anno, esso fu posto davanti al duomo di Benevento, coronato con una palla di bronzo con una croce e dedicato alla Vergine. Rimosso nel 1867 in occasione dell'allargamento del corso Garibaldi, nel 1872 fu riposizionato nella piccola piazza Emilio Papiniano, ove si trova tuttora, installato sopra un piedistallo recante un'iscrizione in latino e greco. Nel 1892 fu rinvenuto nei giardini di palazzo De Simone un ulteriore frammento di obelisco: l'archeologo Almerico Meomartini lo riconobbe come parte alta del monumento di piazza Papiniano, con la quale risultavano complete le sue iscrizioni.
L'altro obelisco è identico al primo per materiale, forme e iscrizioni, ma si conserva solo per circa due terzi della sua altezza. Esso rimase a lungo nel cortile del palazzo arcivescovile, e lo stesso Meomartini alla fine del XIX secolo lo fece trasportare nel Museo del Sannio. Oggi è esposto nell'ala del museo dedicata al tempio di Iside, distaccata presso il Museo d'arte contemporanea Sannio. Secondo la testimonianza dello storico beneventano Enrico Isernia, un'altra parte di tale obelisco fu recuperata dal crollo della basilica di San Bartolomeo e murata nel nuovo edificio.
Gli obelischi sono in granito rosso e la loro altezza totale era di poco più di 3 m. Il corpo principale di entrambi si appoggia su una base a forma di tronco di piramide, più spessa. Le iscrizioni si estendono su tutte le quattro facce dei monumenti.
A Benevento è stato trovato anche un frammento di un ulteriore piccolo obelisco tardo (II-IV secolo d.C.), coperto da geroglifici di fantasia a puro scopo decorativo.

## Le iscrizioni

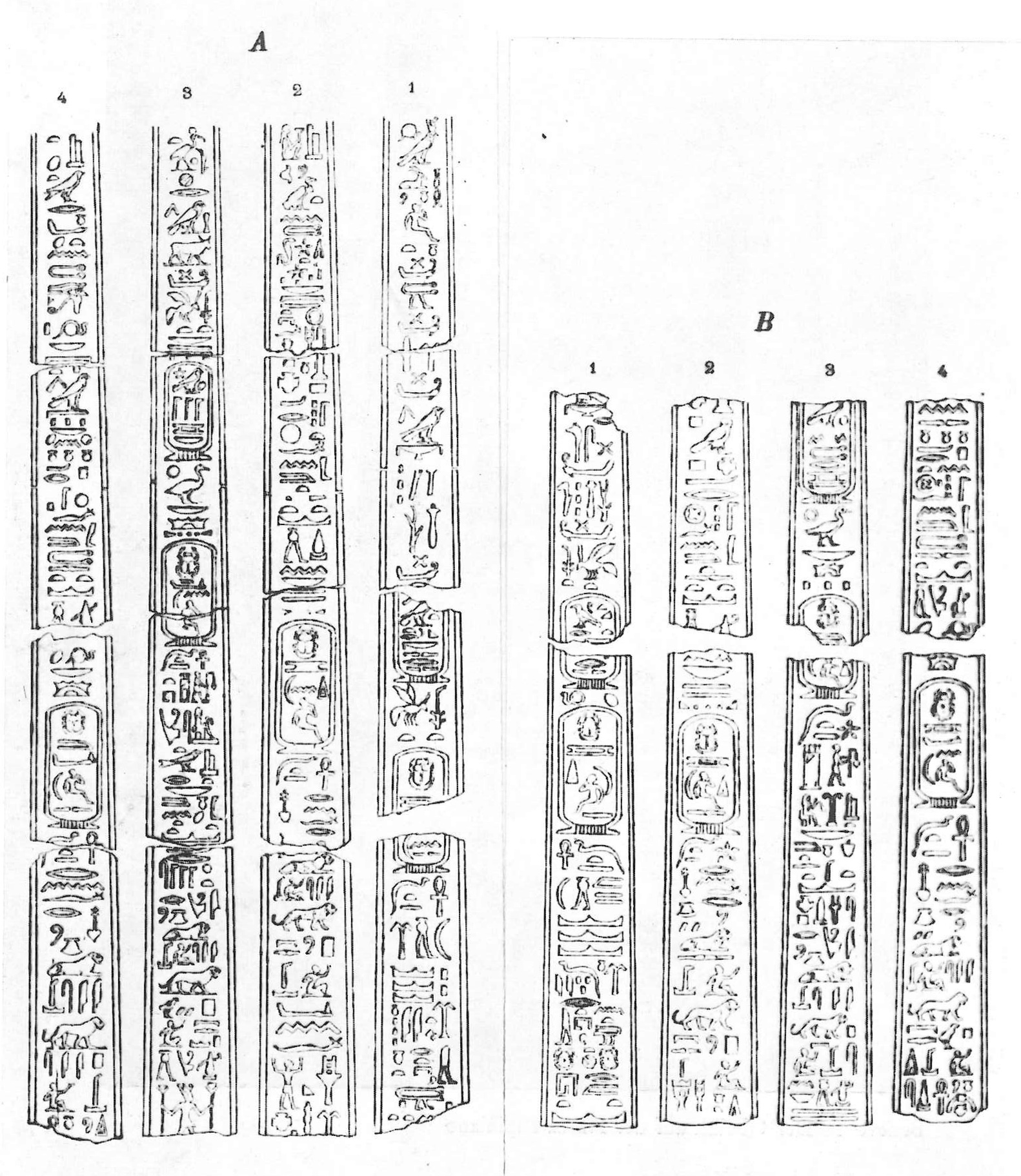
I geroglifici dei due obelischi

Le iscrizioni degli obelischi di Benevento sono state tradotte da più studiosi; le versioni riprese più comunemente sono quelle dell'egittologo tedesco Adolf Erman e del collega italiano Ernesto Schiaparelli, entrambe pubblicate nel 1893 allorché uno dei due obelischi poté essere letto per intero. Di seguito la versione italiana della traduzione di Erman:
II. «La grande Iside, la Madre del Dio, Sothis, signora delle stelle, signora del cielo, della terra e del mondo sotterraneo. Egli innalzò un obelisco di granito per (lei) e per gli dei della sua città di Benevento, per la salvezza e il ritorno in patria del Signore dei Due Paesi, Domiziano, che viva eternamente. Il suo bel nome (è) Lucilio ..... (?). Che gli venga data una lunga vita con gioia».
III. «Nell'anno ottavo sotto la maestà del «forte toro», re dell'Alto e del Basso Egitto, signore di due paesi, «figlio del signore della vita, amato da tutti gli dei», figlio di Re, signore delle corone, Domiziano, che viva eternamente. Uno splendido palazzo venne costruito per la Grande Iside, signora di Benevento, e per le divinità paredre. Un obelisco di granito venne eretto da Lucilio ..... (?) per la salvezza e prosperità del Signore dei Due Paesi».
IV. «La Grande Iside, Madre degli dei, occhio del sole, signora del cielo e signora di tutti gli dei. Questo monumento fece (egli) a lei e agli altri dei della sua città di Benevento per la salvezza e il ritorno in patria del figlio di Re, signore delle corone, Domiziano, che viva eternamente. Il suo nome Lucilio ..... (?). Gli venga data gioia, vita, salvezza, salute!».»
(Riportato in Müller, p. 14)
La sintassi molto indiretta e alcuni altri dettagli lasciano ritenere che l'iscrizione geroglifica, benché opera di scribi egiziani, sia frutto della traduzione di un testo in greco, magari redatto in ambiente alessandrino. Del testo è opportuno sottolineare gli attributi che divinizzano esplicitamente Domiziano, accostandolo ad un faraone, ancor più che sull'obelisco dell'Iseo Campense eretto pochi anni prima; l'ampio ventaglio di sfaccettature con cui viene descritta la stessa dea Iside, a testimonianza del fenomeno per cui tendeva ad assimilare i caratteri di molte divinità diverse; e il fatto che ci si riferisca a lei come «signora di Benevento», lasciando intendere che quello di Iside era, già prima dell'intervento di Domiziano, un culto molto sentito in città.

### Il nome del dedicante

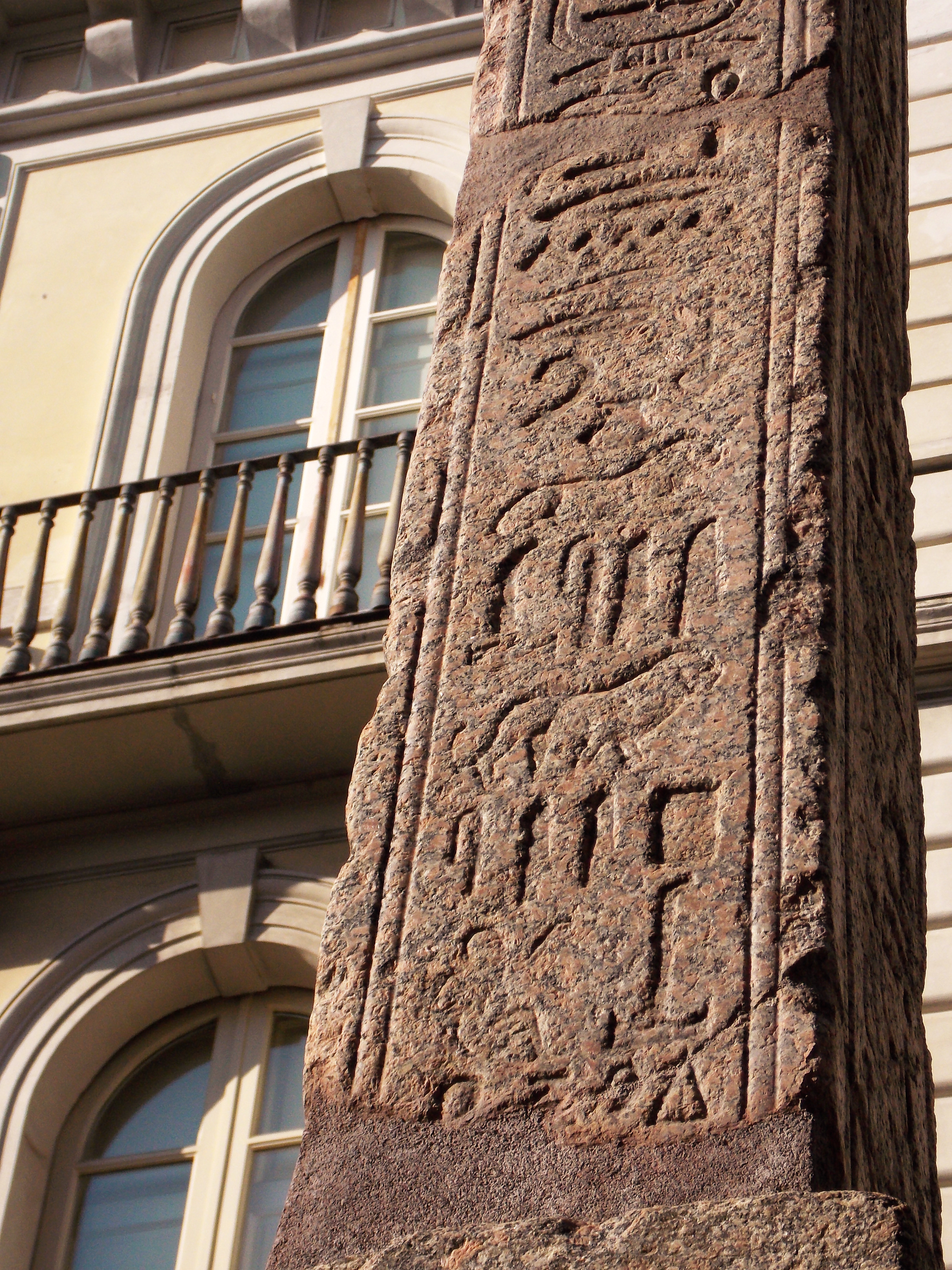
Dettaglio dei geroglifici. In secondo piano sono due finestre dell'ex seminario arcivescovile

Non è chiaro come debba essere il letto il nome di colui che fece erigere gli obelischi auspicando la salvezza di Domiziano che, presumibilmente, in quel periodo era impegnato nella campagna di Dacia o nel sedare la ribellione di Lucio Antonio Saturnino, governatore della Germania Superior. Inizialmente, nell'opera di Jean-François Champollion e di Luigi Maria Ungarelli, tale nome è stato letto come Lucilio Rufo; tuttavia, è più probabile che sia avvenuta qualche alterazione durante la traslitterazione del nome del personaggio, che si sarebbe chiamato Rutilio Lupo.
In effetti la presenza, e anzi la concentrazione, della gens Rutilia a Benevento risulta da più iscrizioni, compresa una fatta incidere proprio da un Rutilio Lupo. Si è suggerito che colui che commissionò gli obelischi fosse Marco Rutilio Lupo, un legatus della legione XIII Gemina, oppure un omonimo personaggio che fu prima prefetto dell'annona (fra il 103 e il 111) e poi prefetto d'Egitto (113-117, sotto Traiano). È plausibile comunque che fosse un beneventano abbiente o potente, tanto da poter far arrivare i due obelischi dall'Egitto.